# Bedwell Bay
Bedwell Bay är en vik i Kanada.   Den ligger i provinsen British Columbia, i den södra delen av landet, 3 500 km väster om huvudstaden Ottawa.
I omgivningarna runt Bedwell Bay växer i huvudsak barrskog. Runt Bedwell Bay är det tätbefolkat, med 947 invånare per kvadratkilometer.